# Douglas A-3 Skywarrior
Дуглас A-3 Скайуорриор (англ. Douglas A-3 Skywarrior; до 1962 года обозначение A3D) — американский палубный бомбардировщик, разработанный в начале 1950-х годов. Наиболее широкое применение получил во вспомогательных ролях (летающий танкер, самолёт РЭБ, самолёт-разведчик). Является самым крупным палубным реактивным самолётом; в течение многих лет его службы он был самым тяжёлым самолётом, работающим с авианосца, за что получил прозвище «Кит» (позднее преобразованное в «Электронного кита», из-за использования в качестве самолёта РЭБ).
Состоял на вооружении ВМС США более трёх десятилетий, вступив в строй в середине 50-х и будучи снятым с вооружения в 1991 году. Послужил основой при создании модернизированной версии — бомбардировщика B-66 «Дестройер», который служил до начала 80-х годов.

## История создания
ВМС США объявил конкурс на создание палубного бомбардировщика большой дальности с бомбовой нагрузкой 10000 фунтов (4536 кг) в январе 1948 года.
Победила в конкурсе Douglas Aircraft, с ней 29 сентября 1948 года и был заключен контракт.
Skywarrior является одним из двух штурмовиков ВМС, задуманных как стратегический бомбардировщик, чтобы закрыть потребность в данном типе самолётов. Разрабатывался A3D-1 в начале 50-х на НАН[что?] в Джэксонвилле, Флорида.
Конкурирующий Martin P6M Seamaster также успешно прошёл испытания, но так и не поступил на вооружение в связи с тем, что ВМС опасались потери финансирования строительства надводных кораблей и подводных лодок, так как их задачи пересекаются с задачами, решаемыми стратегическими бомбардировщиками ВВС.

Первый полёт A-3 совершил 22 октября 1952 года.
Первые А-3, в то время носящие обозначение A3D-1, получила Heavy Attack Squadron ONE (VAH-1) 31 марта 1956 года.

## Конструкция
Самолёт выполнен по схеме полумонокок, с двигателями в подкрыльных гондолах.
Имел крыло со степенью стреловидности 36° (оба крыла и хвост складывались при помощи гидравлики для размещения на палубе авианосца), два двигателя Pratt & Whitney J57 (на ранних прототипах использовались двигатели Westinghouse J40, но они обладали катастрофически малой мощностью и впоследствии были заменены). Также дополнительно можно было использовать твердотопливные ускорители, в количестве 12 штук, тягой 4500 фунтов (20 кН) каждый, что позволяло осуществлять взлёт с авианосцев, не оборудованных катапультой.
Вместительные топливные баки обеспечивали большую дальность полёта.

Ранние варианты A-3 имели экипаж из 3 человек: лётчика, бомбардира-навигатора и матроса-навигатора (третий матрос). Необычная конфигурация посадки экипажа в кабине. Пилот и бомбардир-навигатор сидели в передней части. Третий лётчик, который действовал как наводчик, сидел за ними в кормовой части — он отвечал за навигацию и оборонительные системы (оборудование постановки активных и пассивных помех). Позже, после переоборудования самолёта из бомбардировщика в самолёт РЭБ, экипаж доходил до 7 человек — пилота, второго пилота, штурмана и плюс четверо операторов электронных систем, располагавшихся в бывшем бомбовом отсеке.
Усилия, направленные на снижение веса самолёта, привели к удалению системы катапультирования экипажа, основанные на предположении, что данный самолёт будет применяться на больших высотах, и экипажу хватит времени покинуть машину. Аналогичное решение о отказе от систем катапультирования было применено и на F3D Skyknight. Экипажи шутили об этом, расшифровывая «A3D» как «All Three Dead» — все три мёртвые (в 1973 году вдова члена экипажа Skywarrior, погибшего во Вьетнаме, подала в суд на McDonnell Douglas Aircraft Company, не оснастившую A-3 системой катапультирования). В отличие от А-3, его брат-близнец B-66 Destroyer, использовавшийся в ВВС, был оснащён системой катапультирования на всём протяжении его службы.
Статистика неисправностей и аварий A3D / A-3 намного выше среднего. Хотя во время расцвета A-3 лётчики нередко называли его «Best-Of-The-Best», также существуют журнальные статьи, в которых утверждается, что проблемы управляемости усугубляется слабой квалификацией лётчиков.
Skywarrior может нести до 12 000 фунтов (5443 кг) оружия в бомбовом отсеке фюзеляжа, который в более поздних версиях был использован для датчиков, фотокамер или дополнительных топливных баков. В первом (бомбардировочном) варианте самолёта на него была установлена система наведения бомб AN/ASB-1A, позднее заменённая на AN/ASB-7. Оборонительное вооружение состояло из двух 20-мм (.79 в) пушек в радиолокационно управляемой хвостовой турели, разработанной компанией «Вестингауз», и, как правило, удалялось в угоду аэродинамики. Хотя некоторые бомбардировочные миссии были проведены в начале войны во Вьетнаме, большинство бомбардировок было осуществлено более скоростными штурмовиками и истребителями-бомбардировщиками, и Skywarrior служил в основном, как танкер и самолёт РЭБ.

## Эксплуатация
Как ядерный бомбардировщик А-3, до разработки и принятия на вооружение ПЛАРБ с ядерными баллистическими ракетами «Полярис», был важным звеном ядерного сдерживания ВМС США.
Эскадрильи были созданы в «тяжёлых ударных крыльях» (HATWINGs) — размещённой на наземной авиабазе Уидби Айленд, штат Вашингтон, а другое крыло было первоначально размещено на авиабазе Санфорд, штат Флорида.
Крыло на авиабазе Уидби позже получило вариант EA-3, сформировав ядро EA-6B Prowler, а на крыле с авиабазы Sanford были переведены из штурмовиков на ядерные носители, а затем — переход на модификацию RA-5C и переход к разведывательным задачам. 

Крыло Vigilante и в дальнейшем сохранило некоторое количество TA-3B для подготовки морских офицеров — пилотов самолётов РЭБ.
Стратегическая роль бомбардировщика Skywarrior слабела особенно заметно после 1960 года, с заменой на A3J Vigilante (позднее получивший обозначение A-5A Vigilante). А вскоре после 1964 года ВМС отказались от концепции авианосных стратегических ядерных бомбардировщиков и полностью заменили их ракетами Polaris корабельного и подводного базирования, и все A-5AC были преобразованы в RA-5C Vigilante — разведывательный вариант.

## Боевое применение
Во время войны во Вьетнаме эскадрилья KA-3B Skywarriors «FOUR», на USS Hancock (CV-19) в 1967 году использовалась в роли обычного бомбардировщика с заданием наносить массированные удары, а также выполнял задачи минирования, с 1965 по 1967. Флот стремился использовать более скоростные истребители для бомбовых ударов по Вьетнаму, но A-3 нашёл применение в качестве самолёта-заправщика, вёл фоторазведку и РЭБ. Оснащённый системой дозаправки в воздухе (тормозной заправочный шланг и корзина, которая совместима со всеми системами «probe and drogue» ВМС США, корпуса морской пехоты США и некоторых тактических самолётов), Skywarrior смог расширить радиус ударов и сохранить время, требуемое пилотам для возвращения на базу и дозаправку топливом.

## Тактико-технические характеристики
Приведенные характеристики соответствуют модификации A-3A (A3D-1).
Источник данных: DEPARTMENT OF THE NAVY -- NAVAL HISTORICAL CENTER 

Технические характеристики
- Экипаж: 3 (пилот, пилот-бомбардир, штурман-стрелок)
- Длина: 22,68 м
- Размах крыла: 22,1 м
  - сложенного: 15,0 м
- Высота: 6,95 м
- Площадь крыла: 72,37 м²
- Коэффициент удлинения крыла: 6,75
- Угол стреловидности крыла: 36°
- Средняя аэродинамическая хорда: 3,56 м
- Профиль крыла: NACA 63-009.95 mod — корень крыла, NACA 63-008.25 mod — законцовка
- Колея шасси: 3,17 м
- Масса пустого: 16 330 кг
- Масса в бою: 27 190 кг (60% топлива, с боевой нагрузкой 2 812 кг)
- Максимальная взлётная масса: 31 750 кг
- Максимальная посадочная масса:
  - на наземный аэродром: 25 400 кг
  - на авианосец: 22 230 кг
- Объём топливных баков: 16 600 л
- Масса топлива во внутренних баках: 13 530 кг
- Силовая установка: 2 × ТРД Pratt & Whitney J57-P-6
- Тяга: 2 × 44,48 кН

Лётные характеристики
- Максимальная скорость: 1 007 км/ч на высоте 518 м
- Крейсерская скорость: 846 км/ч
- Скорость сваливания: 240 км/ч (при максимальной взлётной массе)
- Боевой радиус: 2 185 км (с 91,5% запасом топлива, с боевой нагрузкой 1 837 кг)
- Практическая дальность: 4 306 км (с 91,5% запасом топлива, с боевой нагрузкой 1 837 кг)
- Перегоночная дальность: 4 963 км (со 100% запасом топлива, без боевой нагрузки)
- Практический потолок: 11 950 м
- Скороподъёмность: 25,65 м/с
- Нагрузка на крыло: 438,9 кг/м² (при максимальной взлётной массе)
- Тяговооружённость:  
  - при максимальной взлётной массе: 0,29
  - при боевой массе: 0,33
- Длина разбега: 1 445 м (при максимальной взлётной массе)
- Длина пробега: 1 396-1 414 м (в зависимости от посадочной массы)

Вооружение
- Стрелково-пушечное: 2 × 20 мм пушки M3L, по 500 патр. на ствол - оборонительные, в хвостовой части
- Боевая нагрузка: 5 806 кг
- Бомбы: свободнопадающие:
  - 4 × 907 кг бомбы
  - 6 × 455 кг бомбы
  - 8 × 227 кг бомбы